# La Cruz
La Cruz és una localitat de l'Uruguai, ubicada a l'oest del departament de Florida. Té una població aproximada de 1.097 habitants, segons les dades del cens del 2004.
Es troba a 101 metres sobre el nivell del mar.
| 1963 | 1975 | 1985 | 1996 | 2004 |
| ---- | ---- | ---- | ---- | ---- |
| 745  | 620  | 618  | 702  | 726  |